# Trasvase de las Nieves
El Trasvase de las Nieves es una conducción de agua localizada en el término municipal de Galapagar, gestionada por el Canal de Isabel II, empresa que suministra el agua a Madrid, que enlaza el azud de las Nieves, en el río Guadarrama, con el embalse de Valmayor, en el río Aulencia. Tiene una longitud de 5,1 km, una sección de 4,5 por 4,8 m en su primer tramo y 3,3 por 3,5 m en su segundo tramo, y una capacidad de conducción de 30 m³/s. Su entrada en servicio tuvo lugar en el año 1976, al mismo tiempo que el embalse de Valmayor que recibe sus aguas. Este embalse recoge y acumula gran cantidad de residuos procedentes de Collado Villalba. Actualmente  ningún organismo se hace cargo de su retirada y limpieza, dejando que sean las crecidas del río las que esparzan los residuos  por todo el cauce.

## Descripción detallada
Este conducción se inicia en el azud de las Nieves, en la zona de La Navata (Galapagar) el cual se nutre de las aguas del río Guadarrama, a través de una ranura de entrada de 0,712 por 6 m, situada a una cota de 848,60 m s. n. m. Transcurre por túnel, con dos tramos de sección tipo en herradura distintas, en función de sus pendientes. El primer tramo, con sección de régimen uniforme, tiene 2,98 km de longitud; 4,5 por 4,8 m de sección y 0,00105 de pendiente. El segundo tramo, con sección de régimen rápido, tiene una longitud de 2,08 km; 3,3 por 3,5 m de sección y 0,0055 de pendiente. Desemboca, a una cota de 832 m s. n. m., en cauce del arroyo del Tercio, junto a su entrada al embalse de Valmayor, al norte del viaducto de la carretera de Madrid a El Escorial.
La capacidad de trasvase con el azud a cota del labio de aliviadero (852,40 m s. n. m.) es de 30 m³/s, pero a cota de máximo embalse en avenidas (855 m s. n. m.), esta capacidad se eleva a 49 m³/s.
Es un trasvase conflictivo en épocas de estiaje, dado que las aguas circulantes por el río Guadarrama transportan una cantidad importante de nutrientes procedente de los vertidos que recibe, pese a ser tratados. Estos nutrientes aumentan la eutrofización del embalse de Valmayor, por lo que solo suele derivarse agua por él cuando circulan caudales elevados, donde estos nutrientes se encuentran más diluidos.